# Por tierras de Zamora
Película rodada en 35 mm. Blanco y negro. Distribuida por METROPOL FILM. Se dispone de ficha editada para su proyección en cines comerciales. Así mismo sabemos que existían dos versiones, la primera muda corresponde al copión de nitrato y por lo tanto se debe considerar como el montaje original, la segunda versión es la que se decide que se va a publicar en cines, por lo que se modifica al introducir el sonido, eliminando las referencias a Saltos del Duero y a parte del abandono de la Pueblica.

## Historia
Estado y restauración:(Realizada por Hepkra Digital S.L.) En un principio solo se disponía de una copia en regular estado por faltarle planos originales o tener otros añadidos (referentes al abandono de La Pueblica), que se ha comprobado no existían en el documental original. El negativo de esta película se consideraba perdido, pero se ha localizado en el archivo de Iberdrola. Tanto la copia, como el negativo estaban muy contraídos y por lo tanto era imposible revisarlos en moviola o hacer nuevas copias sin correr el riesgo de rotura del soporte de nitrato debido a la Rueda de Ginebra. Se decidió su restauración y la obtención de un nuevo internegativo mediante el sistema desarrollado por D. Juan Mariné y su equipo en la Escuela de Cine de Madrid (ECAM), que exige trabajar individualmente con todos los fotogramas. Además se ha limpiado y filtrado digitalmente la banda sonora, eliminando ruidos de fondo y distorsiones originadas por su estado y paso del tiempo. El resultado ha sido sorprendente. Se ha incluido una cabecera al final de esta versión, para que quede constancia de estos trabajos de restauración.

## Trama
Documental Histórico-Artístico sobre Zamora y su provincia. Organizado en tres partes, pasado, presente y futuro. La primera parte se centra en su historia, en el cerco de Zamora y muerte del rey Sancho II de Castilla. La segunda parte se centra en la Semana Santa, y la tercera en la forma de vida y oficios de la zona rural. Tiene música original cantada por el tenor Ángel Horna acompañado por la Real Coral de Zamora, dirigida por el Maestro Haedo y es uno de los primeros documentales sonorizados en España.